# Мюльдорф (Нижняя Австрия)
Мюльдорф (нем. Mühldorf (Niederösterreich)) — ярмарочная коммуна (Marktgemeinde) в Австрии, в федеральной земле Нижняя Австрия.
Входит в состав округа Кремс. Население — около 1,3 тыс. человек. Занимает площадь 28,46 км². Официальный код — 31330.

## Политическая ситуация
Бургомистр коммуны — Манфред Хакль (АНП) по результатам выборов 2005 года.
Совет представителей коммуны (нем. Gemeinderat) состоит из 19 мест.
- АНП занимает 12 мест.
- СДПА занимает 7 мест.